# Tour de Limusino
A Tour de Limusino (oficialmente:Tour du Limousin) é uma corrida ciclista profissional por etapas francesa que se disputa na região de Limusino, no mês de agosto.
Criou-se em 1968, mas só desde 1975 é para ciclistas profissionais. Desde a criação dos Circuitos Continentais UCI em 2005 faz parte do UCI Europe Tour, dentro a categoria 2.1 (anteriormente foi 2.3). Em 2011 e 2012 ascendeu à categoria 2.hc (máxima categoria destes circuitos), descendo em 2013 novamente à categoria 2.1.
Tem um formato de quatro etapas e habitualmente começa e acaba na capital regional: Limoges.

## Tour Feminina em Limosino
Também existe outra carreira profissional com similar nome chamada oficialmente Tour Féminin en Limousin para ciclistas femininas que se disputa na mesma região que a sua homónima masculina ainda que sem relação com ela apesar de que habitualmente também conste de 4 etapas.

## Palmarés
| Ano                                 | Vencedor            | Segundo               | Terceiro                  |
| ----------------------------------- | ------------------- | --------------------- | ------------------------- |
| edições amador                      |                     |                       |                           |
| 1968                                | Pierre Martelozzo   | Jean-Pierre Paranteau | Claude Orus               |
| 1969                                | Paul Gutty          | Juan Carlos Cariñena  | Jean-Pierre Paranteau     |
| 1970                                | Francis Duteil      | Philippe Bodier       | Raymond Breuil            |
| 1971                                | Francis Dubreuil    | Michel Pitard         | Luc Pels                  |
| 1972                                | Yury Dmitriyev      | Hennie Kuiper         | Vassili Bieloussov        |
| 1973                                | Francis Dubreuil    | Pierre Rivory         | Francois Fiordalisy       |
| 1974                                | Ryszard Szurkowski  | Józef Kaczmarek       | Saïd Gusseïnov            |
| edições profissionais               |                     |                       |                           |
| 1975                                | Francis Campaner    | Raymond Poulidor      | Hubert Mathis             |
| 1976                                | Bernard Hinault     | Jean Chassang         | Roger Legeay              |
| 1977                                | Bernard Hinault     | Jacques Bossis        | Pierre-Raymond Villemiane |
| 1978                                | Gilbert Chaumaz     | Jacques Bossis        | Hubert Arbès              |
| 1979                                | Bernard Vallet      | Pierre Bazzo          | Jean-René Bernaudeau      |
| 1980                                | René Bittinger      | Bernard Pineau        | Claude Vincendeau         |
| 1981                                | Marc Madiot         | Dominique Arnaud      | Pierre-Henri Menthéour    |
| 1982                                | Éric Salomon        | Marc Madiot           | Pascal Simon              |
| 1983                                | Dominique Arnaud    | Pierre Bazzo          | Dominique Garde           |
| 1984                                | Kim Andersen        | Marc Madiot           | Éric Boyer                |
| 1985                                | Thierry Marie       | Benno Wiss            | Jean-Claude Garde         |
| 1986                                | Dominique Gaigne    | Ronan Pensec          | Denis Leproux             |
| 1987                                | Charly Mottet       | Bruno Cornillet       | Marc Gomez                |
| 1988                                | Jean-Marc Manfrin   | Joey McLoughlin       | Johnny Weltz              |
| 1989                                | Thierry Claveyrolat | Christian Chaubet     | Luc Leblanc               |
| 1990                                | Martial Gayant      | Bruno Cornillet       | Laurent Pillon            |
| 1991                                | Michel Vermote      | Denis Roux            | Michael Engleman          |
| 1992                                | Éric Boyer          | Melcior Mauri         | Serge Baguet              |
| 1993                                | Charly Mottet       | Richard Virenque      | Gilles Delion             |
| 1994                                | Jens Heppner        | Bruno Cornillet       | Laurent Roux              |
| 1995                                | Andrei Tchmil       | Jan Ullrich           | Didier Rous               |
| 1996                                | Laurent Brochard    | Michael Blaudzun      | Pascal Chanteur           |
| 1997                                | Lauri Aus           | Gilles Bouvard        | Cédric Vasseur            |
| 1998                                | Vincent Cali        | Bobby Julich          | Jacky Durand              |
| 1999                                | Stéphane Heulot     | Grzegorz Gwiazdowski  | Lauri Aus                 |
| 2000                                | Patrice Halgand     | Jean-Cyril Robin      | Stéphane Heulot           |
| 2001                                | Franck Bouyer       | Patrick Jonker        | David Moncoutié           |
| 2002                                | Patrice Halgand     | Guido Trentin         | Pierrick Fédrigo          |
| 2003                                | Massimiliano Lelli  | Laurent Lefèvre       | Thor Hushovd              |
| 2004                                | Pierrick Fédrigo    | Patrick Calcagni      | Franck Renier             |
| 2005                                | Sébastien Joly      | Samuel Dumoulin       | Leonardo Bertagnolli      |
| 2006                                | Leonardo Duque      | Pierrick Fédrigo      | Yukiya Arashiro           |
| 2007                                | Pierrick Fédrigo    | Óscar Pereiro         | Anthony Charteau          |
| 2008                                | Sébastien Hinault   | Allan Davis           | Yukiya Arashiro           |
| 2009                                | Mathieu Perget      | David Arroyo          | Xavier Florencio          |
| 2010                                | Gustav Larsson      | Sebastian Langeveld   | Nicolas Vogondy           |
| 2011                                | Björn Leukemans     | Mathieu Ladagnous     | Florian Guillou           |
| 2012                                | Yukiya Arashiro     | Jérémy Roy            | Fabien Schmidt            |
| 2013                                | Martin Elmiger      | Yukiya Arashiro       | Andrea Di Corrado         |
| 2014                                | Mauro Finetto       | Björn Leukemans       | Davide Rebellin           |
| 2015                                | Sonny Colbrelli     | Jesús Herrada         | Rudy Molard               |
| 2016                                | Joey Rosskopf       | Sonny Colbrelli       | Hubert Dupont             |
| 2017                                | Alexis Vuillermoz   | Élie Gesbert          | Francesco Gavazzi         |
| Tour du Limousin-Nouvelle-Aquitaine |                     |                       |                           |
| 2018                                | Nicolas Edet        | Marco Canola          | Anthony Roux              |
| 2019                                | Benoît Cosnefroy    | Lilian Calmejane      | Guillaume Martin          |
| 2020                                | Luca Wackermann     | Jake Stewart          | Rui Costa                 |
| 2021                                | Warren Barguil      | Franck Bonnamour      | Pierre-Luc Périchon       |
| 2022                                | Alex Aranburu       | Diego Ulissi          | Greg Van Avermaet         |
| 2023                                | Romain Grégoire     | Benoît Cosnefroy      | Michael Storer            |
| 2024                                | Alex Baudin         | Orluis Aular          | Axel Zingle               |
| 2025                                |                     |                       |                           |

Nota: Na edição 2005, o ciclista italiano Leonardo Bertagnolli foi inicialmente terceiro, mas os resultados obtidos por este ciclista entre 2003 e 2011 foram-lhe anulados em 2013 por anomalias encontradas no seu passaporte biológico.

## Palmarés por países
| País           | Vitórias |
| -------------- | -------- |
| França         | 35       |
| Itália         | 3        |
| Bélgica        | 2        |
| Polónia        | 1        |
| Dinamarca      | 1        |
| Alemanha       | 1        |
| Ucrânia        | 1        |
| Estónia        | 1        |
| Rússia         | 1        |
| Colômbia       | 1        |
| Suécia         | 1        |
| Japão          | 1        |
| Suíça          | 1        |
| Estados Unidos | 1        |